# 말초동맥질환
말초동맥질환(末梢動脈疾患, peripheral artery disease, PAD)은 심장이나 뇌를 공급하는 동맥 외에 동맥이 좁아지는 질환이다. 심장 내에서 좁아지는 질환은 관상동맥질환이라 부르며, 뇌에서 좁아지는 경우 뇌혈관 질환이라 부른다. 말초동맥질환은 대개 다리에 영향을 미치지만 다른 동맥이 수반될 수도 있다.

## 증상
말초동맥질환 환자들 가운데 50%는 증상이 없다. 다리와 발에 대한 말초동맥질환의 증상은 일반적으로 2가지 분류로 나눌 수 있다:
1. 간헐성파행증
2. 중증하지허혈

- 휴식통
- 조직 소실

## 병인
말초동맥질환에 기여하는 위험 요인은 죽상동맥경화증과 동일하다:
- 흡연
- 당뇨병
- 이상지질혈증
- 고혈압
- 50대 이상의 남성의 비만, 심근 경색, 뇌졸중[6][7] 또는 관다발병의 가족력.[8][9]
- C 반응성 단백질 피브리노겐[10], 과점도, 혈전성향증

## 진단

### 분류
일반적으로 말초동맥질환은 René Fontaine이 1954년 만성 팔다리 허혈을 위해 도입된 퐁텐 단계로 나눌 수 있다.
- 단계 I: 무증상. 불완전한 혈관 방해
- 단계 II: 팔다리에 낮은 절뚝거림 통증

- 단계 IIA: 200미터 이상의 거리를 걸을 때 절뚝거림
- 단계 IIB: 200미터 미만의 거리를 걸을 때 절뚝거림

- 단계 III: 휴식통, 주로 발에.
- 단계 IV: 팔다리의 괴사 및 괴저

## 치료
질병의 심각성에 따라 다음의 단계를 따를 수 있다.

### 생활 양식의 변화
- 금연
- 당뇨병 관리
- 고혈압 관리
- 고칼레스테롤 관리 및 항혈소판제 복용.
- 정기적인 운동.

### 약물
실로스타졸이나 펜톡시필린은 일부분 증상을 개선할 수 있다.